# آرثر مولد
آرثر مولد (بالإنجليزية: Arthur Mold)‏ (و. 1863 – 1921 م) هو لاعب كريكت بريطاني، ولد في Middleton Cheney ‏، توفي عن عمر يناهز 58 عاماً.

## جوائز
حصل على جوائز منها:
لاعب كريكت ويسدن للسنة ‏